# Orthogonia denormata
Orthogonia denormata là một loài bướm đêm trong họ Noctuidae.